# Жорди Гомес
Жорди Гомес (роден на 24 май 1985 г. в Барселона) е испански футболист, полузащитник на Левски (София).

## Кариера
Жорди Гомес е юноша на испанския гранд Барселона, но записва само един мач за първия тим на каталунците. На 11 януари 2006 г. влиза като резерва на мястото на Тиаго Мота в мач за Купа на краля срещу Замора ЦФ. През 2007 г. преминава в градския съперник Еспаньол, където обаче също играе основно за втория състав.
През сезон 2008/09 е преотстъпен в Суонзи Сити, където записва 44 мача с 12 гола през кампанията и е избран в идеалния отбор на Чемпиъншип.
През следващите 8 години играе в Англия за Уигън Атлетик, Съндърланд и Блекбърн Роувърс. С Уигън печели ФА Къп през сезон 2012/13. През пролетния полусезон на 2016/17 е част от състава на Райо Валекано.
На 6 юли 2017 г. Жорди Гомес подписва договор за 2 години с Левски (София).

## Отличия

### Клубни
Уигън Атлетик
- ФА Къп: 2012/13

### Индивидуални
- В отбора на годината в Чемпиъншип: 2008/09
- Играч на годината в Уигън: 2013/14